# Krzysztof Lijewski
Krzysztof Lijewski, poljski rokometaš, * 7. julij 1983, Ostrów Wielkopolski.
Leta 2008 je na poletnih olimpijskih igrah v Pekingu v sestavi poljske reprezentance osvojil 5. mesto.